# 广岛市漫画图书馆
广岛市漫画图书馆（日语：広島市まんが図書館/ひろしましまんがとしょかん）是位于广岛县广岛市的市立图书馆，是一家专门收藏漫画及相关资料的漫画图书馆。

## 简介
广岛市立中央图书馆的分馆漫画图书馆及其附属设施漫画图书馆安佐阅览室。1997年5月，作为日本首家公立漫画专业图书馆正式开馆。两年后，安佐阅览室也随之开馆。漫画图书馆位于比治山山顶北侧，海拔约70米，靠近广岛市现代美术馆。安佐阅览室位于安佐南区广岛新交通1号线上安站直接相连的巴士总站大楼的上层。
在这两个图书馆中，漫画作品占书籍总数的 99% 以上。其余的是漫画相关资料。广岛市图书馆允许用户预订和借阅其他图书馆的书籍，因此即使不收藏漫画的图书馆也有相当数量的漫画可供借阅。根据2013年的借阅量，借出的漫画书籍中有37%来自漫画图书馆，25%来自安佐阅览室（总计62%），其余38%来自漫画图书馆以外的借阅处。 用户群体从儿童到老年人不等，其中40多岁的用户最多，按年龄段划分：未成年人占31.4%，二三十岁占27.4%，四五十岁占31.3%，60岁以上占9.7%。
日本公共图书馆的书籍通常按照日本十进分类法和作者代码排列在书架上，但在漫画图书馆里，由于馆内书籍基本都是漫画，学科分类几乎毫无意义，书籍仅按作者的字母顺序排列。漫画图书馆的藏书非常丰富，以至于每个书架上都摆放着前后两排书籍。广岛市图书馆（2002-2006年）的未知书籍总数中，约有30%是漫画。为此，漫画图书馆和安佐阅览室自2009年以来一直使用IC标签安装图书检测系统（BDS）。

## 历史
漫画图书馆的前身是广岛市立图书馆“比治山公园露天图书馆”，该图书馆于1983年在原御便殿广场一角开馆，是广岛市“比治山艺术公园项目”的一部分。“露天图书馆”的名称源于其宣传理念，即一个可以在户外享受阅读乐趣的迷你图书馆，当时它并非专门的漫画图书馆。开馆时，该图书馆藏书约2万册。1984年，可供借阅的书籍数量约为17万册，但随着各区图书馆的建立，尤其是1990年南区图书馆的开馆，可供借阅的书籍数量有所减少，到1991年，藏书量已降至巅峰时期（约3.3万册）的五分之一。
为了应对露天图书馆用户数量的下降，广岛市议会提议在露天图书馆内设立漫画馆，并结合毗邻的广岛市现代美术馆和在广岛举办的广岛国际动画影展。漫画图书馆并非广岛市第一家引入漫画的图书馆；第一家是位于该市北部的区立图书馆的青少年部，该图书馆于1990年引入了漫画。高使用率（是普通书籍的三倍）也是设立漫画图书馆的一个因素。此前尚无专门收藏漫画的图书馆，但由于预算问题和资料保存困难，也曾出现过负面意见，但对于在图书馆内设立漫画馆的想法，并没有人反对。为了建立一座专门的漫画图书馆，广岛市在中央图书馆设立了一个项目团队，并进行了为期三年的筹备工作，其中包括走访川崎市市民博物馆、大宫市立漫画会馆、大阪府立国际儿童图书馆、吉备川上交流漫画馆和现代漫画图书馆等机构。
经过筹备和翻新，广岛市漫画图书馆于1997年5月1日作为中央图书馆的分馆正式开馆。而露天图书馆则在六个月前的1996年12月1日关闭。第一年，11个月内借阅图书数量约为64万册，第二年，即1998年，更是达到了约70万册的“惊人纪录”。

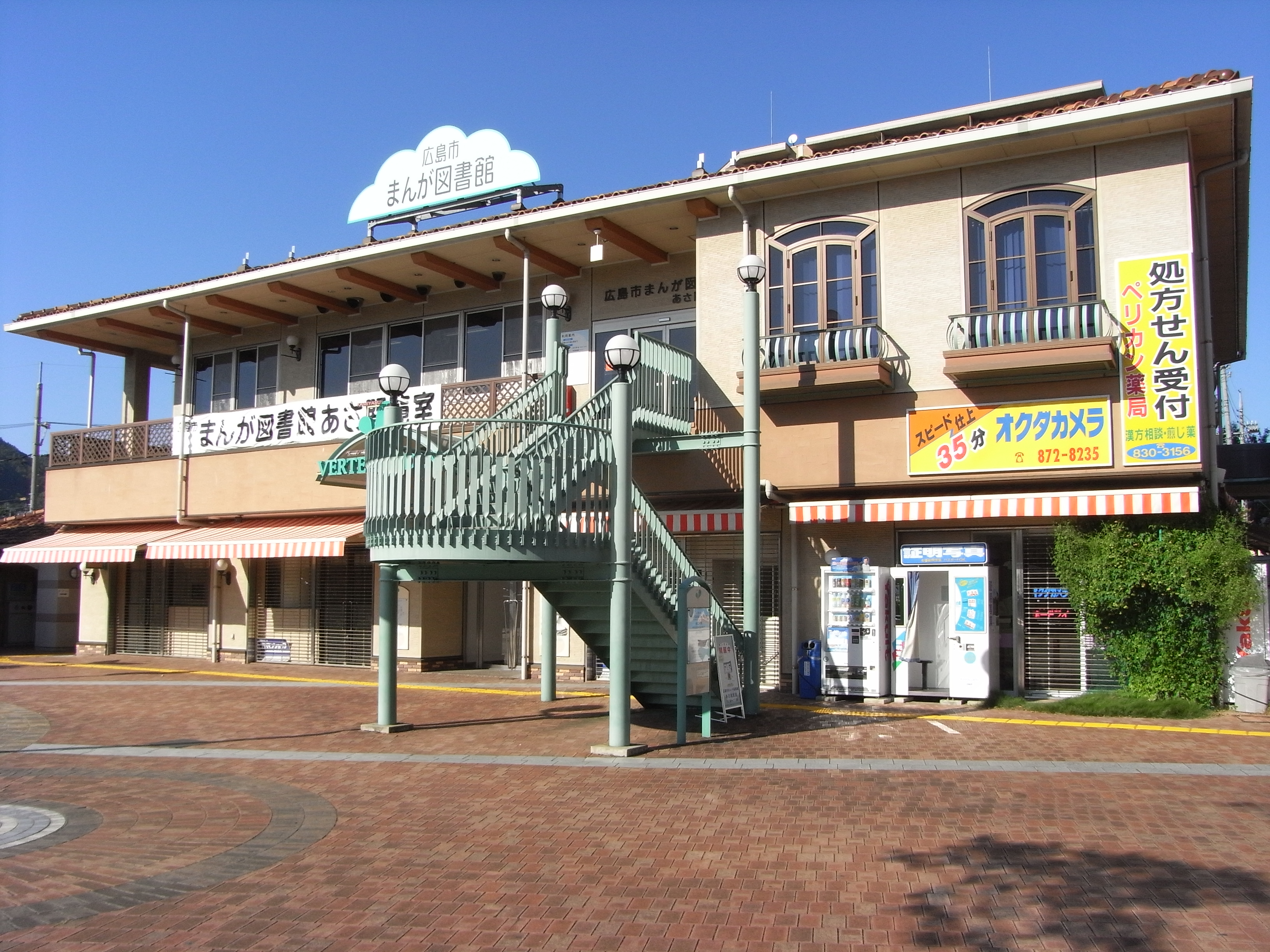
安佐阅览室

由于意外地受欢迎，扩建漫画图书馆的提议突然出现，但由于财政困难以及比治山被指定为公园，扩建变得困难。因此，在人口不断增长的新开发的郊区住宅区，安佐阅览室于1999年5月1日在广岛市资助的广岛新交通1号线的上安站前开业。这也是为了增加该线的收入。

## 交通
- 漫画图书馆[6]
  - 广岛电铁皆实线到比治山下站下车步行约800米
  - 广电巴士或广岛巴士段原中央站下车步行约950米
  - 广岛观光环线巴士广岛枫叶环线（橙色路线） - 在现代美术馆（漫画图书馆）站下车即到
- 安佐阅览室[7]
  - 广岛新交通1号线上安站
  - 上安巴士总站